# Chip Peterson
Chip Peterson  (* 3. Dezember 1987 in  Morehead City, North Carolina, USA) ist ein US-amerikanischer Langstreckenschwimmer.
Chip Peterson gewann bei den Schwimmweltmeisterschaften 2005 in Montréal Gold über 10 Kilometer vor dem deutschen Thomas Lurz, sowie Silber über die 5 Kilometer hinter Lurz. 2005 wurde er gemeinsam mit Thomas Lurz als Freiwasserschwimmer des Jahres ausgezeichnet.
Im Jahr 2006 wurde er bei den Pan Pacific Swimming Championships in Victoria Sieger über 10 Kilometer im Freiwasser. Bei den Open Water National Championships 2007 gewann er über 5 und 10 Kilometer. 